# Cecidoses minutanus
Cecidoses minutanus is een vlinder uit de familie van de Cecidosidae. De wetenschappelijke naam van de soort is voor het eerst geldig gepubliceerd in 1917 door Brèthes.